# Битка при Кадеш
Битката при Кадеш е битка през 1275 г. пр.н.е. между египетската войска на Рамзес II и хетите на Муватали. Тя се провежда на брега на река Оронт, в днешна Сирия. Битката включва около 5000 бойни колесници и вероятно е най-масовата в това отношение. В нея също така взимат участие и 9000 пеши войници.

## Предистория
По време на XVIII и XIX династии египтяните постепенно са избутвани назад – от горно Ретну (басейна на река Оронт) към Джади (басейна на река Йордан). В началото на този период хетите все още са слабо организирана група от търговски общности. Вероятно Кадеш е най-силната от тях, като упражнява влияние чак до Мегидо на юг. Аменхотеп II (известен и като Аменофис II), син на Тутмос III, води две битки срещу Кадеш – преди и след смъртта на баща си (1425 г. пр.н.е.).
Множеството египетски кампании, водени през 13 век пр.н.е., предизвикват обща дестабилизация на района на река Йордан, включително и повсевместен бандитизъм. Последователното управление на Тутмос IV и Аменхотеп III (Аменофис III) не се запомня с нищо, освен, че Египет продължава да отслабва за сметка на държавата Митани – в североизточна Сирия, и на Кадеш – в района на планината Хермон (днешната Джабал-ел-Шейх). По време на царуването на Ехнатон (Аменхотеп IV) упадъкът на египетското влияние в региона продължава.

## Значение
Приеманата от съвременните трактовки „първа голяма битка без победител“ в историята на древността всъщност води до залеза и на двата противника, сблъскали сили в западната част на плодородния полумесец. Хетското царство запада и изчезва омаломощено от сблъсъка, а в Древен Египет начело след сблъсъка отново застава нова династия – на Двадесета династия на Древен Египет, която на практика била последната на Новото царство.
Сблъсъкът в Леванта дал възможност за издигането на Финикия, бележейки началото на финикийската колонизация на и около Средиземноморието завършила с края на Пунически Картаген в античността през 146 г. пр.н.е. Резултатът бил в полза на трета страна – финикийците, които отпочнали да съграждат свое формирование – т.нар. Тиро-Сидонско царство, което достигнало своя връх и мощ при управлението на Хирам.